# Фаррелл Вільямс
Фа́ррелл Лансайло Ві́льямс (англ. Pharrell Lanscilo Williams; нар. 5 квітня 1973, Вірджинія-Біч, Вірджинія, США), також відомий просто як Фаррелл (англ. Pharrell) — американський співак, репер, продюсер, і дизайнер одягу. Вперше він став відомий як половина музичного продюсерського дуету The Neptunes, який він створив із Чадом Г'юго в 1992 році. Також лідер, вокаліст і барабанщик у фанк-рок групі N.E.R.D разом з Г'юго і Шей Хейлі. У 2001 році Фаррелл разом із Г'юго заснував лейбл звукозапису Star Trak Entertainment як імпринт Arista Records. Дебютний сингл Вільямса 2003 року «Frontin'» (за участю Jay-Z) посів п'яте місце в Billboard Hot 100. Випустив два сольних альбоми: In My Mind 2006 року та Girl 2014 року.
Фаррелл отримав численні нагороди та номінації. Він отримав 13 нагород «Греммі», у тому числі три за продюсера року, некласика (одну як учасник Neptunes). Він також двічі номінувався на премію «Оскар»: у 2014 році за найкращу пісню до фільму за сингл «Happy», і в 2017 році за найкращий фільм як продюсер фільму «Приховані фігури». У 2014 році він заснував багатопрофільну медіакомпанію I Am Other, яка виступає і як звукозаписний лейбл, і як творча парасолька для інших його починань, включно з його модним лейблом і мережею роздрібної торгівлі Billionaire Boys Club. З 2023 року він обіймає посаду чоловічого креативного директора Louis Vuitton.
Як учасник The Neptunes, Фаррелл спродюсував величезну кількість хітів для найрізноманітніших мегазірок. Він вважається одним із найвпливовіших музичних продюсерів 21 століття за його вплив на популярну музику.
14 липня 2025 року присвоєно звання кавалера Ордену Почесного легіону за його внесок у культуру та вплив на молодь.

## Раннє життя
Фаррелл Лансайло Вільямс народився 5 квітня 1973 року у Вірджинія-Біч, штат Вірджинія. Він є старшим із трьох синів вчительки Керолін і різноробочого Фароя Вільямса. Його походження сягає багатьох поколінь у Вірджинії та Північній Кароліні. Один із його предків подорожував до Західної Африки в 1831 році, що спонукало інших родичів емігрувати зі США до Ліберії в 1832 році. Фаррелл познайомився з Чадом Г'юго в літньому таборі сьомого класу, де Вільямс грав на барабанах, а Г'юго на тенор-саксофоні. Вони відвідували середню школу принцеси Анни, де грали в шкільному оркестрі «Fabulous Marching Cavaliers». Фаррелл закінчив середню школу в 1991 році і навчався в Північно-Західному університеті протягом двох років, перш ніж кинути навчання.

## Кар'єра

### 1992—2004: The Neptunes і N.E.R.D.
У 1990-х роках Чад і Фаррелл зібрали хіп-хоп групу Surrounded by Idiots, куди також увійшли Magoo та кузен Фаррелла Timbaland. Вони розпалися, перш ніж зробити будь-які записи. Потім він створив групу R&B-гурт The Neptunes з чотирьох учасників, разом із Г'юго та друзями Шей Гейлі та Майком Етеріджем. Вони взяли участь у музичному конкурсі серед учнів старших класів, де їх помітив продюсер і музикант Тедді Райлі. Після закінчення середньої школи, група підписала контракт з Тедді Райлі.
Фаррелл Вільямс написав куплет Тедді Райлі на хіт Wreckx-n-Effect «Rump Shaker» 1992 року. Як дует The Neptunes, Вільямс і Г'юго спродюсували сингл Noreaga «Superthug» 1998 року. The Neptunes почали співпрацювати з реп-дуетом Clipse (Pusha T і Malice) наприкінці 1990-х і спродюсували їх альбом Exclusive Audio Footage, який не був виданий. The Neptunes спродюсували сингл Jay-Z «I Just Wanna Love U (Give It 2 Me)» 2000 року та сингл Nelly «Hot in Herre» 2002 року. Вони працювали зі співачкою Келіс, продюсуючи її перші два студійні альбоми.
У 2001 році N.E.R.D, група, що складається з Фаррелла Вільямса, Чада Г'юго та Шея Гейлі, випустила свій дебютний альбом In Search of.... У 2001 році Вільямс і Г'юго підписали Clipse на лейбл Arista Records через свій імпринт Star Trak Entertainment. The Neptunes також спродюсували пісні Брітні Спірс «I'm a Slave 4 U» і «Boys» для її третього студійного альбому Britney 2001 року.
У 2002 році Clipse випустили свій дебютний альбом Lord Willin', який повністю спродюсували Neptunes. Того року Neptunes створили багато пісень для дебютного альбому Джастіна Тімберлейка Justified, включаючи сингли «Señorita», «Like I Love You» і «Rock Your Body». У 2003 році Neptunes випустили компіляцію Clones. Згідно з неназваним опитуванням у серпні 2003 року, було виявлено, що майже 20 % пісень, які звучали на британському радіо в той час, були спродюсовані The Neptunes. Інше опитування в США показало, що вони спродюсували 43 % пісень на радіо. Neptunes спродюсували сингл Снуп Догга «Drop It Like It's Hot» 2004 року, у якому також звучить вокал Фаррелла.

### 2005—2009:In My Mindта колаборації
У 2005 році The Neptunes спродюсували сингл Гвен Стефані «Hollaback Girl», який увійшов до Billboard Hot 100 під номером 82 та очолив чарт протягом шести тижнів після його випуску. У 2006 році Фаррелл Вільямс випустив свій дебютний сольний альбом In My Mind, що дебютував під номером 3 у чарті Billboard 200. У тому ж році Neptunes продюсували другий альбом Clipse, Hell Hath No Fury, а також кілька пісень на другому альбомі Гвен Стефані, The Sweet Escape. У грудні 2006 року Вільямса було оголошено як виконавця на концерті для Діани на стадіоні Вемблі (Лондон) 1 липня 2007 року. У 2007 році Neptunes продюсували десятий студійний альбом Jay-Z American Gangster.
У 2008 році Фаррелл співпрацював з Мадонною над синглом «Give It 2 Me». У кліпі на пісню з'являються обидва артиста. Пізніше того ж року він працював над альбомом реміксів для Maroon 5 під назвою Call and Response: The Remix Album. У тому ж році N.E.R.D. випустили свій третій студійний альбом Seeing Sounds. Фаррелл працював з Шакірою над її піснями «Did It Again», «Why Wait», «Good Stuff» і «Long Time» для її шостого студійного альбому She Wolf 2009 року. Наступного місяця він виступив у якості гостя на дебютному альбомі французької співачки Уффі, який був випущений на початку 2010 року. The Neptunes також спродюсували багато композицій для третього альбому Clipse, Til the Casket Drops 2009 року.

### 2010—2014:Нікчемний Я,Нікчемний Я 2і сольний успіх
У 2010 році Фаррелл Вільямс працював над музикою до анімаційного фільму «Нікчемний Я» з композиторами Гансом Циммером і Хейтором Перейрою. У тому ж році N.E.R.D. випустили свій четвертий студійний альбом Nothing. У 2012 році Фаррелл склав і спродюсував музику для 84-ї церемонії вручення премії «Оскар» разом з Гансом Циммером.
У 2013 році він співпрацював з французьким електронним дуетом Daft Punk над піснями «Get Lucky» і «Lose Yourself to Dance» з четвертого альбому дуету, Random Access Memories. «Get Lucky» посів перше місце в британському чарті синглів і друге місце в американському Billboard Hot 100.
Вільямс написав три нові пісні для фільму «Нікчемний Я 2» 2013 року. Це були «Just a Cloud Away», «Happy» і «Scream». У березні 2013 року вийшов сингл Робіна Тіка «Blurred Lines», написаний і спродюсований Фарреллом. Пісня посіла перше місце в багатьох країнах, включаючи Сполучене Королівство та Сполучені Штати.
У серпні 2013 року Busta Rhymes розповів про неопублікований «документальний альбом» Фаррелла Вільямса, де він розповідає про «міську боротьбу та труднощі». У листопаді 2013 року Вільямс випустив перший 24-годинний кліп на пісню «Happy». 1 листопада 2013 року Вільямс виступав із госпел-хором в африканській методистській єпископальній церкві Емануеля в Чарлстоні, Південна Кароліна, де 17 червня 2015 року було застрелено дев'ятьох чорношкірих прихожан.
У грудні 2013 року було оголошено, що Фаррелл Вільямс був номінований на сім премій «Греммі». У тому ж місяці Вільямс підписав контракт із Columbia Records і оголосив про вихід альбому, який планується випустити у 2014 році. За пісню «Happy» Фаррелл був номінований на премію «Оскар» за найкращу пісню до фільму.

### 2014–тепер. час:Girlта інші проєкти

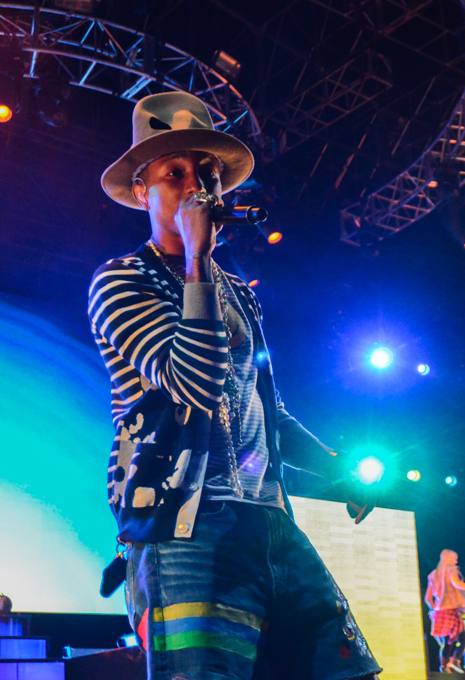
Фаррелл Вільямс виступає на фестивалі Coachella у 2014 році.

3 березня 2014 року Фаррелл Вільямс випустив свій другий альбом Girl, який був тепло зустрінутий критиками. У 2014 році він також написав музику до фільму «Нова Людина-павук 2». Він записав три пісні для саундтреку до мультфільму «Губка Боб: Життя на суші» 2015 року.
У жовтні 2015 року Школа мистецтв Тіша Нью-Йоркського університету зробила Фаррелла своїм артистом-резидентом. 17 травня 2017 року він виступив з вступною промовою в університеті та отримав почесний ступінь доктора образотворчих мистецтв. У 2018 році він працював з Аріаною Гранде над її четвертим альбомом Sweetener 2018 року. Він спродюсував кілька пісень на альбомі, а також взяв участь в пісні «Blazed».
У березні 2019 року Фаррелл і місто Вірджинія-Біч оголосили про запуск триденного музичного та культурного фестивалю під назвою Something in the Water, який відбудеться 26–28 квітня на березі океану Вірджинія-Біч. До складу фестивалю входили Тревіс Скотт, Migos, Жанель Моне, SZA, Rosalía, Андерсон Пак, Джене Айко, Мак Демарко, Snoop Dogg, Меггі Роджерс, Lil Uzi Vert, Міссі Елліотт, Jay-Z, Diddy, Pusha T, Tyler, The Creator, Dave Matthews Band, Кріс Браун та інші.
Фаррелл Вільямс написав п'ять пісень для фільму «Король Лев» 2019 року, що стало його третьою співпрацею з композитором Гансом Ціммером.
У жовтні 2024 року вийшов документальний анімаційний фільм Piece by Piece, створений за допомогою анімації Lego. Він розповідає життя та кар'єру Фаррелла Вільямса.

## Музичний стиль
Упродовж усієї своєї кар'єри Фаррелл Вільямс відомий своїми «чотирма ударами» на початку спродюсованих ним бітів, що вважається його фірмовим знаком. У 2019 році він розповів, що він зробив це ненавмисно, і цей цикл ударів був, по суті, залишком пісні під час спроби почати її в ритмі замість використання метронома.
Фаррелл заявив, що у нього немає прямого музичного натхнення, але він висловлював своє захоплення музикантами, такими як Майкл Джексон, J Dilla, Стіві Вандер, Марвін Гей, Ракім і Q-Tip. Він також згадував, що його захопленню музикою і мистецтвом з юних років посприяла синестезія.

## Мода та бізнес
У 2005 році Фаррелл Вільямс у партнерстві з іконою японської моди Nigo створив бренди вуличного одягу Billionaire Boys Club і бренд взуття Ice Cream. У 2008 році він розробив серію окулярів і ювелірних виробів для Louis Vuitton. У тому ж 2008 році Фаррелл заснував некомерційну організацію «From One Hand To AnOTHER» (FOHTA).
У травні 2012 року Фаррелл Вільямс запустив соціальну мережу та агенство I Am Other. У 2014 році він уклав контракт про довгострокове партнерство з Adidas. Його колекція Adidas NMD «Human Race» була випущена 23 липня 2016 року. У лютому 2014 року Вільямс оголосив про співпрацю між G-Star Raw і його текстильною компанією Bionic Yarn під назвою «RAW for the Oceans», колекції джинсової тканини, виготовленої з переробленого пластику, який було знайдено в океані. Проєкт був представлений в Американському музеї природознавства в Нью-Йорку. У 2017 році Фаррелл розробив кросівки вартістю 1000 євро у співпраці з Chanel і Adidas. У листопаді 2018 року він виступив на гала-концерті «Друзі армії оборони Ізраїлю», який зібрав рекордну суму в 60 мільйонів доларів.
У листопаді 2020 року Вільямс запустив Humanrace, бренд засобів для догляду за шкірою. У грудні 2021 року Фаррелл запустив зимову лінію «Premium basics» разом з Adidas Originals.
14 лютого 2023 року Louis Vuitton оголосив, що Фаррелла Вільямса було призначено новим чоловічим креативним директором. Цю посаду обіймав Вірджил Абло до своєї смерті в 2021 році. Фаррелл показав свою першу колекцію під час Паризького тижня чоловічої моди в червні 2023 року.

## Особисте життя
12 жовтня 2013 року Фарелл Вільямс одружився зі своєю давньою подругою, моделлю Хелен Ласічан. У пари є четверо дітей: син Рокет Вільямс (листопад 2008 р.н) і трійня (січень 2017 р.н.). Своє ім'я він отримав на честь пісні Елтона Джона «Rocket Man».
Пісню «Rocket's Theme» з мультфільму «Нікчемний Я» Фаррелл присвятив йому ж.

## Цікаві факти
На питання про свої релігійні погляди журналу GQ Style (Осінь/Зима 2013), Фаррелл відповів: «На папері я християнин, а в реальності прихильник універсалізму».
Фанат серіалу «Star Trek», в честь якого він назвав свій лейбл.
У 2005 році журнал Esquire присудив йому звання «Найбільш стильна людина року».
Фаррелл — скейтбордист, у нього вдома є гаф-пайп. У 2011 році він оголосив про будівництво позашкільного центру вартістю 35 мільйонів доларів у своєму рідному місті Вірджинія-Біч. У 2015 році Фаррелл Вільямс купив будинок в районі Лорел-Каньйон в Лос-Анджелесі.

## Дискографія

### Студійні альбоми
- In My Mind (2006)
- Girl (2014)

### Спільні альбоми
Спільно з N.E.R.D.
- In Search of... (2001)
- Fly or Die (2004)
- Seeing Sounds (2008)
- Nothing (2010)
- No One Ever Really Dies (2017)

Як The Neptunes
- Clones (2003)

### Сингли
- 2001: «Boys» (спільно з Брітні Спірс)
- 2003: «Frontin'» (спільно з Jay-Z)
- 2003: «Beautiful» (спільно з Snoop Dogg)
- 2004: «Drop It Like It's Hot» (спільно з Snoop Dogg)
- 2005: «Can I Have It Like That» (спільно з Гвен Стефані)
- 2006: «Angel»
- 2006: «Number One» (спільно з Каньє Вестом)
- 2006: «That Girl» (спільно з Snoop Dogg)
- 2006: «Money Maker» (спільно з Ludacris)
- 2010: «One (Your Name)» (спільно з Swedish House Mafia)
- 2013: «Get Lucky» (спільно з Daft Punk і Nile Rodgers)
- 2013: «Blurred Lines» (спільно з Робіном Тіком і TI)
- 2013: «ATM Jam» (спільно з Азіль Бенкс)
- 2013: «Get Like Me» (спільно з Nelly, Нікі Мінаж)
- 2013: «Lose Yourself to Dance» (спільно з Daft Punk)
- 2013: «Happy»
- 2014: «Marilyn Monroe»